# 25047 Tsuitehsin
25047 Tsuitehsin è un asteroide della fascia principale. Scoperto nel 1998, presenta un'orbita caratterizzata da un semiasse maggiore pari a 2,3543049 UA e da un'eccentricità di 0,1171348, inclinata di 6,64833° rispetto all'eclittica.